# Тит Манлий Торкват (консул 165 пр.н.е.)
Вижте пояснителната страница за други личности с името Тит Манлий Торкват.
Тит Манлий Торкват (на латински: Titus Manlius Torquatus) e политик на Римската република през 2 век пр.н.е. Вероятно е брат на Авъл Манлий Торкват (консул 164 пр.н.е.).
През 165 пр.н.е. той е избран за консул заедно с Гней Октавий.